# Ars-sur-Formans
Ars-sur-Formans és un municipi francès situat al departament de l'Ain i a la regió d'Alvèrnia-Roine-Alps. L'any 2007 tenia 1.264 habitants.

## Demografia

### Població
El 2007 la població de fet d'Ars-sur-Formans era de 1.264 persones. Hi havia 395 famílies de les quals 79 eren unipersonals (16 homes vivint sols i 63 dones vivint soles), 113 parelles sense fills, 176 parelles amb fills i 27 famílies monoparentals amb fills.
La població ha evolucionat segons el següent gràfic:
Habitants censats

### Habitatges
El 2007 hi havia 427 habitatges, 406 eren l'habitatge principal de la família, 9 eren segones residències i 12 estaven desocupats. 370 eren cases i 58 eren apartaments. Dels 406 habitatges principals, 298 estaven ocupats pels seus propietaris, 100 estaven llogats i ocupats pels llogaters i 9 estaven cedits a títol gratuït; 2 tenien una cambra, 23 en tenien dues, 53 en tenien tres, 103 en tenien quatre i 226 en tenien cinc o més. 345 habitatges disposaven pel capbaix d'una plaça de pàrquing. A 159 habitatges hi havia un automòbil i a 224 n'hi havia dos o més.

### Piràmide de població
La piràmide de població per edats i sexe el 2009 era:
| Homes | Edats   | Dones |
| ----- | ------- | ----- |
| 0     | 95 o +  | 0     |
| 0     | 90 a 94 | 4     |
| 0     | 85 a 89 | 12    |
| 0     | 80 a 84 | 12    |
| 4     | 75 a 79 | 12    |
| 12    | 70 a 74 | 12    |
| 12    | 65 a 69 | 16    |
| 32    | 60 a 64 | 16    |
| 20    | 55 a 59 | 32    |
| 52    | 50 a 54 | 56    |
| 44    | 45 a 49 | 28    |
| 44    | 40 a 44 | 36    |
| 76    | 35 a 39 | 36    |
| 44    | 30 a 34 | 40    |
| 64    | 25 a 29 | 24    |
| 52    | 20 a 24 | 16    |
| 36    | 15 a 19 | 44    |
| 44    | 10 a 14 | 20    |
| 24    | 5 a 9   | 64    |
| 20    | 0 a 4   | 56    |

## Economia
El 2007 la població en edat de treballar era de 845 persones, 607 eren actives i 238 eren inactives. De les 607 persones actives 592 estaven ocupades (309 homes i 283 dones) i 16 estaven aturades (8 homes i 8 dones). De les 238 persones inactives 72 estaven jubilades, 112 estaven estudiant i 54 estaven classificades com a «altres inactius».

### Ingressos
El 2009 a Ars-sur-Formans hi havia 420 unitats fiscals que integraven 1.201,5 persones, la mediana anual d'ingressos fiscals per persona era de 20.809 €.

### Activitats econòmiques
Dels 66 establiments que hi havia el 2007, 2 eren d'empreses alimentàries, 1 d'una empresa de fabricació d'altres productes industrials, 15 d'empreses de construcció, 11 d'empreses de comerç i reparació d'automòbils, 5 d'empreses de transport, 7 d'empreses d'hostatgeria i restauració, 1 d'una empresa d'informació i comunicació, 2 d'empreses financeres, 2 d'empreses immobiliàries, 8 d'empreses de serveis, 8 d'entitats de l'administració pública i 4 d'empreses classificades com a «altres activitats de serveis».
Dels 26 establiments de servei als particulars que hi havia el 2009, 1 era una oficina de correu, 2 tallers de reparació d'automòbils i de material agrícola, 1 autoescola, 2 paletes, 1 guixaire pintor, 4 fusteries, 7 lampisteries, 1 electricista, 2 perruqueries, 4 restaurants i 1 agència immobiliària.
Dels 4 establiments comercials que hi havia el 2009, 1 era una botiga de menys de 120 m², 2 carnisseries i 1 una botiga de roba.
L'any 2000 a Ars-sur-Formans hi havia 7 explotacions agrícoles.

## Turisme
A uns 30 quilòmetres de Lió, la localitat és famosa per haver estat el poble on visqué Sant Joan Maria Vianney, conegut com el capellà d'Ars, des del 1818 fins que morí el 1859. L'església de Sant Sixt, del segle xii, que fou reformada per Sant Joan Maria, comunica amb la basílica de Sant Sixt del segle xix, obra encarregada a l'arquitecte Pierre Marie Bossan. El creuer de l'edifici conté la sepultura del sant.
La casa del sant, conservada tal com es trobava en la seva època, així com la capella del cor estan també obertes al públic. Una església semi-subterrània fou edificada el 1961 per a rebre els peregrins, cada vegada més nombrosos.
Des d'Ars, es pot accedir a la regió de la Dombes, amb paisatges que foren configurats a partir del segle xi pels monjos benedictins i cartoixans, lloc d'equilibri entre els homes i la natura. La regió acull 130 espècies de moixons, és la primera regió piscícola en aigua dolça de França i antic principat durant més de dos segles (XVI al xviii).

## Equipaments sanitaris i escolars
El 2009 hi havia 1 farmàcia i 1 ambulància.
El 2009 hi havia 1 escola maternal i 1 escola elemental.

## Poblacions més properes
El següent diagrama mostra les poblacions més properes.